# Diecéze bloiská
Diecéze bloiská (lat. Diocesis Blesensis, franc. Diocèse de Blois) je francouzská římskokatolická diecéze. Leží na území departementu Loir-et-Cher, jehož hranice přesně kopíruje. Sídlo biskupství i katedrála svatého Ludvíka se nachází ve městě Blois. Diecéze je součástí tourské církevní provincie.
Od 22. listopadu 2014 je diecézním biskupem Mons. Jean-Pierre Batut.

## Historie
Biskupství bylo v Blois zřízeno 1. července 1697.
V důsledku konkordátu z roku 1801 bylo 29. listopadu 1801 bulou papeže Pia VII. Qui Christi Domini zrušeno velké množství francouzských diecézí, mezi nimi také diecéze bloiská, jejíž území bylo včleněno do orleánské diecéze.
Biskupství v Blois bylo obnoveno bulou Paternae caritatis 6. října 1822.
Od 8. prosince 2002 je diecéze bloiská sufragánem tourské arcidiecéze; do té doby byla sufragánní diecézí arcidiecéze bourgeské.